# Bylany u Mostu
Bylany (deutsch Püllna, älter auch Bylené, Bielne, Biln, Billna, Pilna) ist eine Wüstung im Okres Most in Tschechien. Das Dorf befand sich etwa sieben Kilometer südwestlich der Stadt Most. Bylany wird als Grundsiedlungseinheit der Gemeinde Malé Březno geführt.

## Geschichte
Die Gegend war bereits zur Römerzeit etwa 50 Jahre v. Chr. besiedelt, einige Funde stammen aus der Epoche der Steinzeit (2700 bis 2300 v. Chr.).
1203 wurde das Dorf erstmals in den Urkunden des Klosters Ossegg erwähnt. 1620 erwarb die Gemeinde für kurze Zeit Bohuslav von Michelsberg (Bohuslav z Michalovce), durch seine Beteiligung am Ständeaufstand verlor er jedoch jegliches Vermögen, das wieder dem Kloster zugeschlagen wurde, das es bis 1848 behielt.
Seit dem 17. Jahrhundert lebten die Einwohner vor allem von der Landwirtschaft, zum Teil auch vom Weinanbau, später vom Hopfenbau. 1820 wurden die entdeckten Heilwasserquellen von der Familie Ulbrich erworben, die ein Kurhaus erbaute und das „Pillnaer Bitterwasser“ in andere europäische Länder exportierte. In dem Kurort siedelten sich immer mehr Einwohner an. Von ursprünglich 20 im 17. Jahrhundert erhöhte sich die Zahl 1861 auf 147 und 1930 auf 209. Die Mehrzahl der Bewohner waren Deutsche. Nach dem Zweiten Weltkrieg sank die Einwohnerzahl schließlich auf 68 im Jahr 1974.
In Bylany befand sich die Kirche des Hl. Leopold (1862).
Das Dorf wurde in den Jahren nach 1978 liquidiert. Seine Fluren sind heute Teil von Malé Březno.